# James Rosenquist

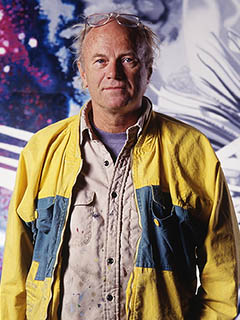
James Rosenquist (1988)

James Rosenquist (* 29. November 1933 in Grand Forks, North Dakota; † 31. März 2017 in New York City, New York) war ein US-amerikanischer Pop-Art-Maler.

## Leben und Werk
James Rosenquist setzte, nach einem Kurzzeitstipendium an der Minneapolis School of Art im Jahre 1948, sein Studium der Malerei an der University of Minnesota von 1952 bis 1954 fort. 1955 ging er nach New York City, wo er ein Stipendium für das Studium an der Art Students League bekam und traf 1956 auf Robert Indiana, Jasper Johns, Ellsworth Kelly, Agnes Martin und Robert Rauschenberg.
Von 1957 bis 1960 verdiente er seinen Lebensunterhalt mit dem Malen von Werbeplakaten. Mit dem Aufkommen der Pop Art wurde er schnell zu einem ihrer führenden Vertreter. Er wandte die Techniken des Plakatmalens auf die großformatigen Bilder an, die er ab 1960 schuf. In der New Yorker „Green Gallery“ hatte er 1962 seine erste Einzelausstellung, durch die er große Aufmerksamkeit in Öffentlichkeit und Presse erhielt. Wie andere Pop-Art-Künstler, übernahm Rosenquist die Bildersprache der Werbung und Pop-Kultur in den Kontext der Bildenden Kunst. Internationale Anerkennung wurde ihm 1965 mit dem raumfüllenden Gemälde F-111 zuteil. James Rosenquist malte das Kampfflugzeug F-111 verteilt über vier riesige Teilbilder kombiniert mit anderen Sujets wie Spaghetti mit Tomatensoße, ein Haartrockner, Glühbirnen und einen Atompilz. Das Gemälde ist etwa drei Meter hoch und 26 Meter breit.
Seine Spezialität war es, zerrissene, fehlproportioniert wirkende Einzelbilder auf der Leinwand zu kombinieren, sie überlappen zu lassen und gegenüberzustellen, um Geschichten zu erzeugen. Diese Art der Erzählung kann den Betrachter überraschen, indem sie ihn dazu bringt, über vertraute Gegenstände wie einen Anhänger der amerikanischen Umzugsfirma U-Haul oder eine Schachtel mit Oxydol-Reinigungsmittel in einer neuen Weise nachzudenken. Zusätzlich zur Malerei hatte er eine Vielzahl von Drucken, Zeichnungen und Collagen erstellt. Einer seiner Drucke, Time Dust (Zeitstaub, 1992), wird für den größten Druck der Welt gehalten (ca. 2 × 11 Meter).
Seit den ersten Retrospektiven seines Werks, die 1972 vom Whitney Museum of American Art, New York City, und vom Wallraf-Richartz-Museum, Köln, organisiert wurden, war er das Thema vieler Ausstellungen in Galerien und Museen, sowohl in den Vereinigten Staaten als auch außerhalb. Er stellte weiterhin großformatige Auftragskunst her, unter anderem das aus drei Gemälden bestehende Werk The Swimmer in the Econo-mist (Wortspiel – in etwa: Schwimmer im Dunst der Ökonomie) (1997–1998) für das Deutsche Guggenheimmuseum, Berlin, und ein Gemälde, das die Decke des Palais de Chaillot in Paris zieren soll. Seine Arbeit entwickelte sich immer noch weiter und behält ihren Einfluss auf jüngere Künstlergenerationen. Seine jüngsten Arbeiten befassten sich mit dem Phänomen Zeit und waren 2008 in der Ausstellung The Hole in the Center of Time in der Jablonka Galerie in Berlin zu sehen.

## Ausstellungen (Auswahl)
- 1966: Galerie Ileana Sonnabend, Paris[3]
- 1966: Leo Castelli Gallery, New York
- 1966: F-111 Kunsthalle Bern, Bern
- 1966: Louisiana Museum of Modern Art
- 1966: Staatliche Kunsthalle, Baden-Baden
- 1966: Galleria Nazionale d’Arte Moderna, Rom
- 1967: F-111, Musée des Arts décoratifs, Paris
- 1968: 4. documenta, Kassel
- 1968: National Gallery of Canada, Ottawa
- 1968: Galerie Ileana Sonnabend, Paris
- 1968: Galleria Gian Enzo Sperone, Turin
- 1969: Horse Blinders. Leo Castelli Gallery, New York
- 1970: Horizon Home Sweet Home. Leo Castelli Gallery, New York
- 1970: Two Large Paintings. Leo Castelli Gallery, New York
- 1970: Galerie Rolf Ricke, Köln
- 1970: Recent Lithographs. Castelli Graphics, New York
- 1971: Leo Castelli Gallery, New York
- 1972: Gemälde-Räume-Graphik. Kunsthalle Köln, Wallraf-Richartz-Museum, Köln
- 1972: Galerie Rolf Ricke, Köln
- 1972: Whitney Museum of American Art, New York
- 1972: Museum of Contemporary Art, Chicago
- 1973: Leo Castelli Gallery, New York
- 1973: Stedelijk Museum, Amsterdam
- 1973: Horse Blinders – Lithographs. Sheldon Memorial Art Gallery and Sculpture Garden, University of Nebraska-Lincoln, Lincoln, Nebraska
- 1974: Max Protetch Gallery, Washington, D.C.
- 1974: Castelli Graphics, New York
- 1974: Jared Sable Gallery, Toronto, Ontario, Kanada
- 1974: Litografier. Norrköpings Museum, Norrköping
- 1974: An Exhibition of Paintings, 1961–1973. The Mayor Gallery, London, England
- 1974: Margo Leavin Gallery, Los Angeles, Kalifornien
- 1975: Recent Work. The New Gallery, Cleveland, Ohio
- 1975: Drawings. Leo Castelli Gallery, New York
- 1975: Paintings. Margo Leavin Gallery, Los Angeles, Kalifornien
- 1976: New Paintings. The Mayor Gallery, London, England
- 1977: Documenta 6, Kassel
- 1977: Sable-Castelli Gallery, Toronto, Ontario, Kanada
- 1977: 9 Large Drawings. Institute of Modern Art, Brisbane, Australien
- 1977: New Paintings. Leo Castelli Gallery, New York
- 1978: Hand-colored Etchings, 1978. Multiples, Inc., New York
- 1978: Recent Paintings. The Mayor Gallery, London, England
- 1979: Graphics Retrospective. John and Mable Ringling Museum of Art, Sarasota, Florida
- 1979: Ft. Lauderdale Museum of the Arts, Ft. Lauderdale, Florida
- 1979: Recent Prints by James Rosenquist. Albright-Knox Gallery, Buffalo, New York
- 1979: James Rosenquist: Seven Paintings. Plains Art Museum, Moorhead, Minnesota
- 1980: New Paintings and Sculpture. Castelli-Feigen-Corcoran Gallery, New York
- 1980: Texas Gallery, Houston, Texas
- 1981: Thief. Leo Castelli Gallery, New York
- 1981: Selected Prints. Castelli-Goodman-Solomon Gallery, East Hampton, New York
- 1981: High Technology and Mysticism: A Meeting Point. The Dolly Fiterman Art Gallery, Inc., Minneapolis, Minnesota
- 1982: House of Fire. Castelli-Feigen-Corcoran Gallery, New York
- 1982: Paintings from the Sixties. The Mayor Gallery, London, England
- 1982: James Rosenquist at Colorado State University. Colorado State University, Fort Collins, Colorado
- 1982: Reflector-Deflector. Castelli-Feigen-Corcoran Gallery, New York
- 1983: Center for the Fine Arts, Miami, Florida
- 1983: Paintings & Works on Paper. Van Straaten Gallery, Chicago, Illinois
- 1983: Thordén-Wetterling Galleries, Göteborg, Schweden
- 1983: Leo Castelli Gallery, New York
- 1984: New Paintings. Heland-Thordén-Wetterling Galleries, Stockholm
- 1985: The Persistence of Electrical Nymphs in Space. Leo Castelli Gallery, New York
- 1985: Paintings 1961–1985. Denver Art Museum, Denver, Colorado
- 1985: Contemporary Arts Museum Houston, Texas
- 1985: Des Moines Art Center, Des Moines, Iowa
- 1985: Albright-Knox Art Gallery, Buffalo, New York
- 1985: Whitney Museum of American Art, New York, New York
- 1985: National Museum of American Art, Washington, D.C.
- 1986: Ladies of the Opera Terrace. Heland-Thordén-Wetterling Galleries, Stockholm, Sweden
- 1987: One Painting and One Print. Heland-Thordén-Wetterling Galleries, Stockholm, Schweden
- 1987: Galerie Daniel Templon, Paris
- 1987: Paintings 1987. Heland-Thordén-Wetterling Galleries, Stockholm,
- 1988: Through the Eye of the Needle to the Anvil. Leo Castelli Gallery, New York
- 1988: Florida State University Gallery & Museum, Tallahassee, Florida
- 1988: The University Gallery at Memphis State, Memphis, Tennessee
- 1988: The Polk Museum of Art, Lakeland, Florida
- 1988: New Work. Richard L. Feigen & Co., Chicago, Illinois
- 1988: University Gallery at Memphis State, Memphis, Tennessee
- 1989: Flashlife. Richard L. Feigen & Co., Chicago, Illinois
- 1989: New Paintings. Richard L. Feigen & Co., London, England
- 1989: Leo Castelli Gallery, New York
- 1989: New Prints from Tyler Graphics. Heland-Wetterling Galleries, Stockholm
- 1990: Never Mind, from Thoughts to Drawing. Universal Limited Art Editions, New York
- 1990: Welcome to the Water Planet. Museum of Modern Art, New York
- 1990: Laguna Gloria Art Museum, Austin, Texas
- 1990: University of Missouri, Kansas City, Missouri
- 1990: University Art Museum, University of California, Santa Barbara, Kalifornien
- 1990: Center for the Arts, Vero Beach, Florida
- 1990: University of Kentucky Art Museum, Lexington, Kentucky
- 1990: Leo Castelli Gallery, New York
- 1991: Moscow 1961–1991. Tretjakow-Galerie, Central Hall of Artists, Moskau
- 1991: Rosenquist. Institut Valencià d’Art Modern, Centre Julio González, Valencia
- 1992: The Early Pictures 1961–1964. Gagosian Gallery, New York
- 1992: Paintings 1990–1992. Galeria Weber, Alexander y Cobo, Madrid
- 1992: Recent Paintings. Galerie Thaddaeus Ropac, Paris
- 1993: Time Dust, James Rosenquist, Complete Graphics: 1962–1992., Walker Art Center, Minneapolis, Minnesota
- 1993: Honolulu Academy of Arts, Honolulu, Hawaii
- 1993: Blaffer Gallery of Art, University of Texas, Houston, Texas
- 1993: Harn Museum of Art, University of Florida, Gainesville
- 1993: Montgomery Museum of Fine Arts, Montgomery, Alabama
- 1993: Huntsville Museum of Art, Huntsville, Alabama
- 1993: Elvehjem Museum of Art, Madison, Wisconsin
- 1993: Joslyn Art Museum, Omaha, Nebraska
- 1993: Neuberger Museum, State University of New York at Purchase
- 1993: San Diego Museum of Art, San Diego, Kalifornien
- 1993: University Art Museum, California State University, Long Beach, Kalifornien
- 1993: Davenport Museum of Art, Davenport, Iowa
- 1993: Leo Castelli Gallery, New York
- 1993: Prints. Leo Castelli Gallery, New York
- 1993: Recent Paintings. Alyce de Roulet Williamson Gallery, Art Center College of Design, Pasadena, Kalifornien
- 1993: Recent Paintings. Galerie Thaddaeus Ropac, Salzburg
- 1993: Akira Ikeda Gallery, Tokyo, Japan
- 1993: Gift Wrapped Dolls or Serenade for the Doll after Claude Debussy. Feigen, Incorporated, Chicago, Illinois
- 1994: Gift Wrapped Dolls. Richard L. Feigen and Co., London, England
- 1994: The 30th Anniversary Exhibition. Leo Castelli Gallery, New York
- 1994: James Rosenquist – Paintings. Wetterling Teo Gallery, Singapur
- 1995: Recent Work. Portland Art Museum, Portland, Oregon
- 1995: The Big Paintings. PYO Gallery, Seoul, Südkorea
- 1995: Paintings. Seattle Art Museum, Seattle, Washington
- 1995: Gli anni novanta. Museo Revoltella – Galleria d’Arte Moderna, Trieste
- 1996: New Paintings and Constructions. Indigo Galleries, Inc., Boca Raton, Florida
- 1996: A Retrospective of Prints Made at Graphicstudio 1971–1996. Graphicstudio, University of South Florida, Tampa, Florida
- 1996: 4E77St 1970 Revisited (And New Paper Pieces from Gemini G.E.L.). Leo Castelli Gallery, New York
- 1996: Target Practice. Galerie Thaddaeus Ropac, Paris
- 1996: Galerie Thaddaeus Ropac, Salzburg
- 1996: Target Practice. Feigen Incorporated, Chicago, Illinois
- 1996: Painting and Prints from Leo Castelli. Castelli Graphics and the Artist. Brenau University, Gainesville, Georgia
- 1996: New Paper Constructions. Gemini G.E.L., Los Angeles, Kalifornien
- 1996: James Rosenquist: Singapore, Three Large Paintings. Galerie Thaddaeus Ropac, Paris
- 1996: The Graphics of James Rosenquist. Center of Contemporary Graphic Art and Tyler Graphics Archive Collection, Sukagawa, Präfektur Fukushima, Japan
- 1996: Leo Castelli Gallery, New York
- 1996: New Works 1996. Wetterling Teo Gallery, Singapur
- 1998: The Swimmer in the Econo-mist. Deutsche Guggenheim, Berlin
- 1998: After Berlin: New Paintings. Feigen Contemporary, New York
- 1999: Meteors: New Paintings. Baldwin Gallery, Aspen, Colorado
- 2000: Paintings. Salvador Dalí Museum, St. Petersburg, Florida
- 2001: The Stowaway Peers Out at the Speed of Light. Gagosian Gallery, New York
- 2003: A Retrospective. Solomon R. Guggenheim Museum
- 2003: Menil Collection and The Museum of Fine Arts, Houston, Texas
- 2003: James Rosenquist: Recent Paintings. McClain Gallery, Houston, Texas
- 2008: The Hole in the Center of Time, Jablonka Galerie, Berlin
- 2017/2018: James Rosenquist. Eintauchen ins Bild, Museum Ludwig, Köln

## Auszeichnungen und Ehrungen
- 1963: Auswahl als „Art In America Young Talent USA“ (Junges Talent der amerikanischen Kunst)
- 1978: Ernennung auf sechs Jahre im „National Council of the Arts“
- 1987: Mitglied der American Academy of Arts and Letters[4]
- 1988: Golden Plate Award (Goldener Teller) der American Academy of Achievement (wörtliche Übersetzung: Akademie der Errungenschaft)
- 1998: Mitglied der American Academy of Arts and Sciences
- 2002: Verleihung des jährlichen Kunstpreises als Anerkennung für seinen Beitrag zur universellen Kultur von der „Fundación Cristóbal Gabarrón“